# Desna
La Desna (in russo e in ucraino Десна) è un fiume dell'Europa orientale, affluente di sinistra del Dnepr. Scorre per circa 1 130 km (di cui 535 navigabili) nella zona della Russia europea (Oblast' di Smolensk e di Brjansk), e in Ucraina (Oblast' di Černihiv, di Sumy e di Kiev).

## Percorso
Nasce nell'oblast' di Smolensk, nella Russia occidentale, dalle alture di Smolensk, lascia le sorgenti a ovest-sud-ovest di Smolensk, vicino a El'nja, e prosegue verso Desnogorsk e l'omonimo bacino. Da qui fluisce in direzione sud verso Brjansk. Entrata in territorio ucraino riceve le acque del Sudost' provenienti da nord; poi quelle del Sejm, proveniente da est, e raggiunge Černihiv. Proseguendo verso sud si immette nel Dnepr nella periferia settentrionale della capitale ucraina di Kiev.

## Affluenti

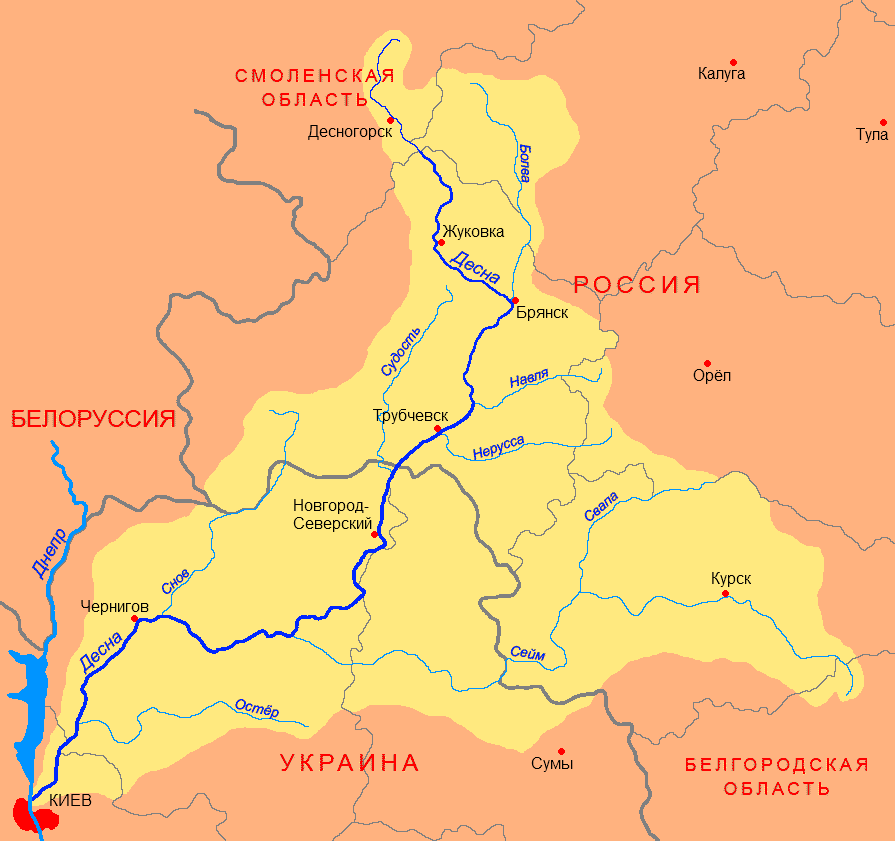

I suoi più importanti affluenti sono Vet'ma, Bolva, Sejm, Navlja, Nerussa, Oster dalla sinistra, Snov e Sudost' dalla destra. Le principali città toccate sono Desnogorsk, Brjansk e Černigov.